# ロバート・クライヴ

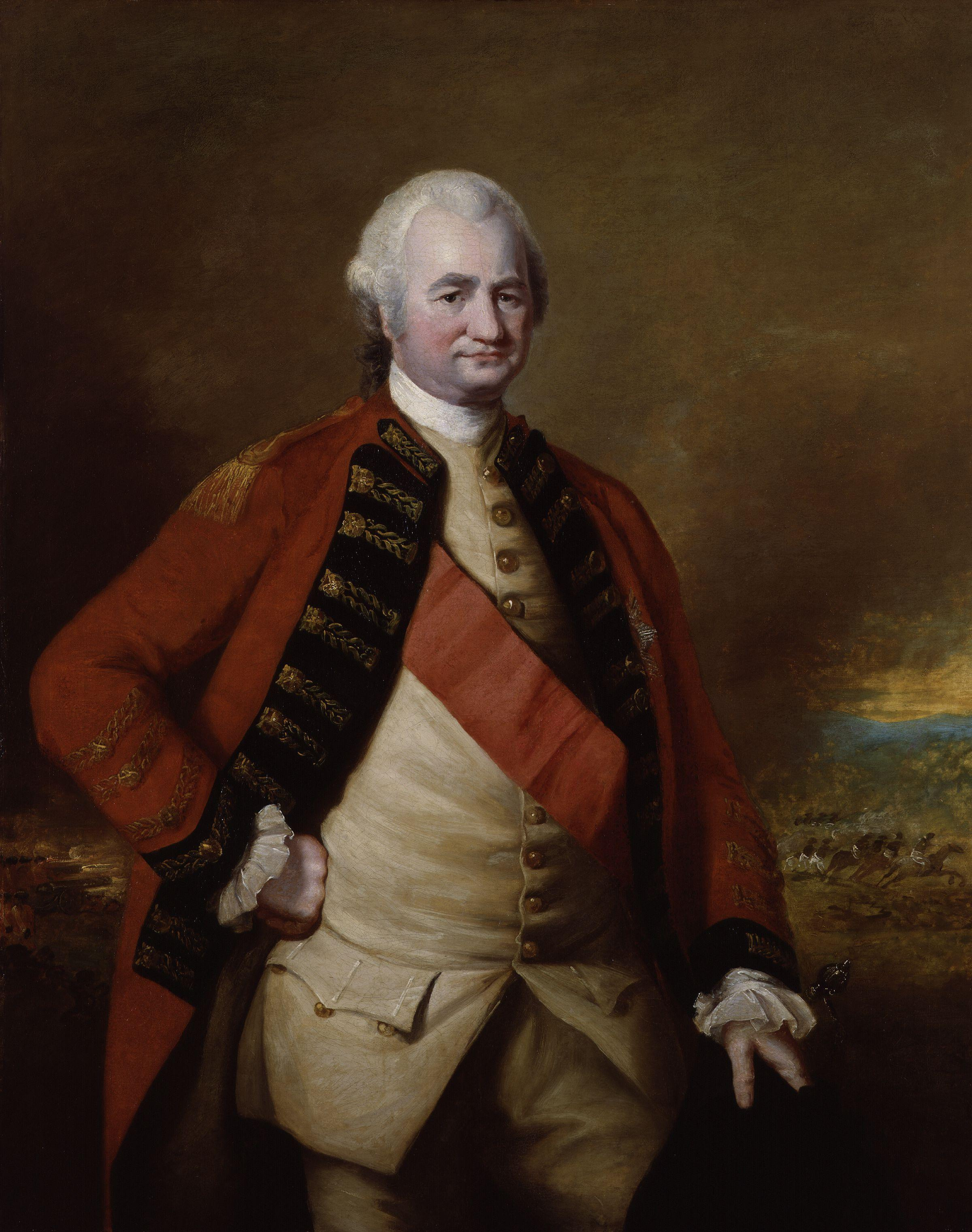
ロバート・クライヴ

初代クライヴ男爵ロバート・クライヴ （Robert Clive, 1st Baron Clive、1725年9月29日 - 1774年11月22日）は、英領インドの基礎を築いたイギリスの軍人、政治家、貴族。

## 生涯
1725年、イングランド・シュロップシャーの名門の家に生まれる。幼くして冒険を好み、学業成績は悪く学校を転々とした。1743年18歳でイギリス東インド会社の最下級の書記として入社し、翌年マドラスに赴いた。この年、たまたまマドラスがフランス軍に占領され（マドラスの戦い）、捕虜となるが、脱出に成功、1747年英軍将校に任命される。軍人としてインドの覇権をめざすフランス東インド会社と戦い、1751年にはマドラス西方の仏軍要塞アルコットを占領した。1753年帰国すると英雄として迎えられた。多額の資金をばらまくも、政治家となる希望は果たされなかった。
1756年セント・デーヴィッド要塞知事として再びインドに赴くが、この年フランスと同盟したベンガル太守がカルカッタを奪取したため、1757年クライブは600人のイギリス兵、800人のセポイ（インド人雇用兵）、500人の水兵を率いて34,000のベンガル太守軍をプラッシーの戦いで破った。この勝利によってベンガルにおけるイギリスの覇権が確立する。1760年再び帰国して下院議員の席を買い、1762年にはアイルランド貴族の男爵に叙酌され、1764年にはナイトに叙爵された。株主でもある東インド会社の危機に当たり、自らの財産保全のためにも再びインドに関心を向ける。
1765年にはベンガル知事として再びインドに赴き、ムガル帝国皇帝からイギリスのベンガル支配を公認する勅書を受ける。これによって英領インドの基礎は完成した。1767年帰国すると、インドで私腹を肥やしたとして議会で弾劾を受け、1773年ようやく無罪の決定を受けるが、屈辱を受けた。健康が悪化したうえ、アヘン中毒にかかり、1774年にロンドンの自宅（45 Berkeley Square）で自殺した。

## 備考
クライブは、アドワイチャ（ベンガル語で「唯一無二の」を意味する）という名のアルダブラゾウガメを飼っており、主人の帰国後およそ130年ほどインド東部コルカタの動物園で飼育されていた。1875年にコルカタのアリポーア動物園に移され、2006年3月23日に肝不全のため死亡した。推定年齢は科学的な根拠は無いが、過去の飼育記録などから250歳以上と推定され、世界最高齢だったとされている。